# Steffen Simon

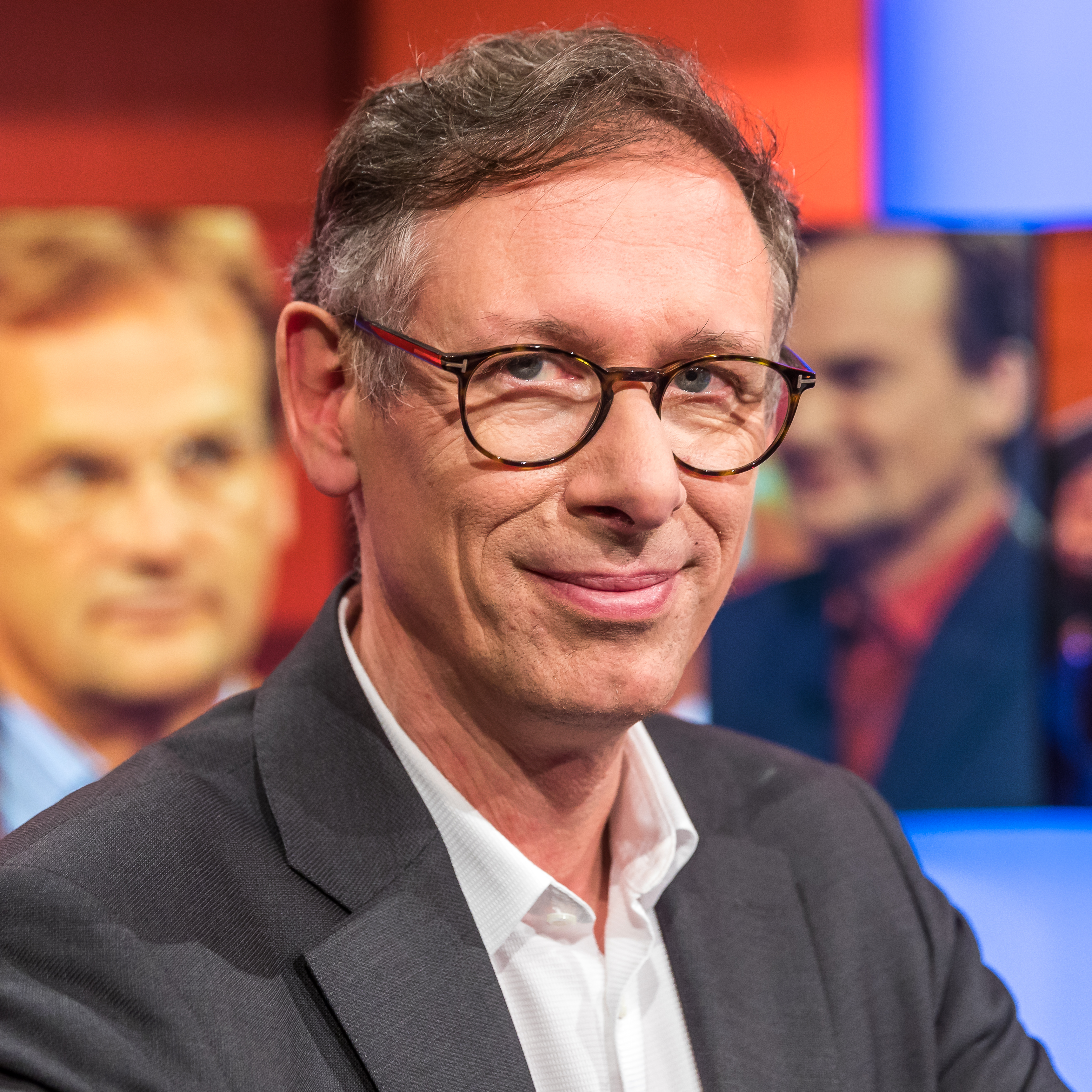
Steffen Simon (2022)

Steffen Simon (* 10. März 1965 in West-Berlin) ist ein deutscher Sportfunktionär des DFB und ehemaliger Fernsehmoderator und Fußballkommentator.

## Leben
Mit 13 Jahren startete Simon seine Laufbahn als RIAS-Schülerreporter, dem ein Volontariat folgte. 1985 begann Simon bei verschiedenen ARD-Hörfunksendern zu arbeiten. Es folgten einige Engagements als Moderator beim SFB, ORB, bei der NDR Talk Show, dem Jugendmagazin 100 Grad, dem ARD-Länderreport Punkt 5 und ab 1994 bei der ARD-Sportschau.
Im November 1989 moderierte Steffen Simon als SFB-Reporter das mehrstündige Konzert für Berlin aus der Berliner Deutschlandhalle live. Dieses erste große deutsch-deutsche Rockkonzert wurde deutschlandweit live im Radio und im Fernsehen übertragen. 1998 wechselte Simon als Reporter und Moderator zum Privatsender Sat.1 und moderierte dort dann zwischen 1998 und 2000 die dortige Bundesliga-Show ran.
Im Jahr 2000 kehrte er zu den öffentlich-rechtlichen Rundfunkanstalten zurück und wurde Leiter der Sportredaktion des damaligen ORB. Am 11. November 2002 kommentierte er beim 1:1-Unentschieden der Nationalelf gegen Bosnien-Herzegowina in der ARD erstmals ein Spiel der deutschen Fußballnationalmannschaft.
Seit dem Jahr 2002 kommentierte er im Wechsel mit Reinhold Beckmann Fußball-Länderspiele der deutschen Nationalmannschaft. 2003 übernahm er die Leitung der ARD-Sportschau und wurde Leiter der Bundesliga-Redaktion unter Leitung des WDR-Sportchefs Heribert Faßbender. Am 1. Oktober 2006 wurde er dann der Nachfolger von Heribert Faßbender.
Steffen Simon kam als Kommentator bei der EM 2004, der WM 2006, der EM 2008, der WM 2010, der EM 2012, der WM 2014, der EM 2016 und bei der WM 2018 zum Einsatz. 2006 kommentierte er auch die Begegnungen der deutschen Nationalmannschaft bei der Fußball-Weltmeisterschaft 2006 der Menschen mit Behinderung.
Von 2013 bis 2015 präsentierte Simon an jedem ersten Sonntag des Monats die zehnminütige Fußball-Satire-Sendung Schnauze Simon im WDR-Fernsehen.
Seit dem 1. Mai 2022 ist Simon Direktor Öffentlichkeit und Fans des Deutschen Fußball-Bundes.